# NGC 6844
NGC 6844 is een spiraalvormig sterrenstelsel in het sterrenbeeld Pauw. Het hemelobject werd op 22 juni 1835 ontdekt door de Britse astronoom John Herschel.

## Synoniemen
- ESO 105-21
- FAIR 526
- IRAS 19581-6522
- PGC 64025